# Jakob Forsbacka Karlsson
Jakob Forsbacka Karlsson (* 31. Oktober 1996 in Stockholm) ist ein schwedischer Eishockeyspieler, der seit Juni 2019 bei den Växjö Lakers aus der Svenska Hockeyligan unter Vertrag steht und dort auf der Position des Centers spielt.

## Karriere
Jakob Forsbacka Karlsson wurde in Stockholm geboren und spielte dort in seiner Jugend unter anderem für die Nachwuchsauswahlen von Hammarby Hockey, der Eishockeyabteilung von Hammarby IF. Später wechselte er zum Nacka HK, in dessen Juniorenteams er bis zum Ende der Saison 2011/12 aktiv war. Mit Beginn der Spielzeit 2012/13 schloss sich der Angreifer dem Linköpings HC an und stand fortan hauptsächlich für dessen U20 in der J20 SuperElit, der höchsten Juniorenliga Schwedens, auf dem Eis. Nachdem Lokomotive Jaroslawl ihn im KHL Junior Draft 2013 an 130. Position ausgewählt hatte, entschloss sich Forsbacka Karlsson allerdings zu einem Wechsel in die Vereinigten Staaten, zu den Omaha Lancers aus der United States Hockey League (USHL). In der ranghöchsten Juniorenliga der USA steigerte der Angreifer seine persönliche Statistik in seiner zweiten USHL-Saison auf einen Punkteschnitt von über 1,0 (53 in 50 Spielen), sodass er ins Third All-Star Team der Liga berufen wurde. Im anschließenden NHL Entry Draft 2015 wählten ihn die Boston Bruins an 45. Position aus.
Vorerst wechselte der Schwede allerdings an die Boston University und war somit ab Herbst 2015 für deren Eishockey-Team, die Terriers, in der Hockey East im Spielbetrieb der National Collegiate Athletic Association aktiv. Als Freshman erzielte er 30 Scorerpunkte in 39 Spielen und wurde infolgedessen ins All-Rookie Team der Hockey East gewählt. In seiner zweiten und letzten College-Saison steigerte Forsbacka Karlsson seine Statistik leicht auf 33 Punkte, bevor er im April 2017 einen Einstiegsvertrag bei den Boston Bruins unterzeichnete. Nur wenige Tage später kam der Angreifer dann zu seinem Debüt in der National Hockey League (NHL).
Die Saison 2017/18 verbrachte Forsbacka Karlsson komplett beim Farmteam Bostons, den Providence Bruins, in der American Hockey League (AHL). Nachdem er in der folgenden Spielzeit auch wieder zu NHL-Einsätzen gekommen war, verlängerte er seinen Vertrag nicht und kehrte nach Schweden zurück, wo er sich den Växjö Lakers anschloss.

### International
Auf internationaler Ebene vertrat Forsbacka Karlsson sein Heimatland erstmals bei der World U-17 Hockey Challenge 2013 und gewann dort mit dem Team direkt die Goldmedaille. Anschließend nahm er mit den Nachwuchs-Nationalmannschaften der Tre Kronor an den U18-Weltmeisterschaften 2013 und 2014 sowie an der U20-Weltmeisterschaft 2016 teil.

## Erfolge und Auszeichnungen
- 2013 Goldmedaille bei der World U-17 Hockey Challenge
- 2015 USHL Third All-Star Team
- 2016 Hockey East All-Rookie Team

## Karrierestatistik
Stand: Ende der Saison 2018/19

### International
Vertrat Schweden bei:
- World U-17 Hockey Challenge 2013
- U18-Weltmeisterschaft 2013
- U18-Weltmeisterschaft 2014
- U20-Weltmeisterschaft 2016

(Legende zur Spielerstatistik: Sp oder GP = absolvierte Spiele; T oder G = erzielte Tore; V oder A = erzielte Assists; Pkt oder Pts = erzielte Scorerpunkte; SM oder PIM = erhaltene Strafminuten; +/− = Plus/Minus-Bilanz; PP = erzielte Überzahltore; SH = erzielte Unterzahltore; GW = erzielte Siegtore; 1 Play-downs/Relegation; Kursiv: Statistik nicht vollständig)